# A Perfect Murder
A Perfect Murder (bra: Um Crime Perfeito; prt: Um Homicídio Perfeito) é um filme estadunidense de 1998, dos gêneros suspense e crime, dirigido por Andrew Davis.
Sendo uma adaptação de Dial M for Murder (1954), de Alfred Hitchcock, o filme é e estrelado por Michael Douglas, Gwyneth Paltrow, e Viggo Mortensen.

## Elenco
- Michael Douglas como Steven Taylor
- Gwyneth Paltrow como Emily Taylor
- Viggo Mortensen como David Shaw
- David Suchet como Mohamed Karaman
- Sarita Choudhury como Raquel Martinez
- Michael P. Moran como Bobby Fain
- Novella Nelson como Alice Wills
- Constance Towers como Sandra Bradford
- David Eigenberg como Stein
- Maeve McGuire como Ann Gates
- Stephen Singer
- Adrian Martinez
- Aideen O'Kelly